# Theretra latreillii
The Pale Brown Hawk Moth, Theretra latreillii, là một loài bướm đêm thuộc họ Sphingidae. Loài này có ở hầu hết châu Á, bao gồm Borneo, Trung Quốc, Hồng Kông, Philippines, Đài Loan và also in the tropical regions của Úc.
The adult grows to a length of about 70 milimét (2,8 in).
Ấu trùng ăn các loài Parthenocissus quinquefolia, Cayratia clematidea, Cayratia corniculata, Impatiens wallerana, Leea indica, Lagerstroemia indica và Fuchsia.

## Hình ảnh

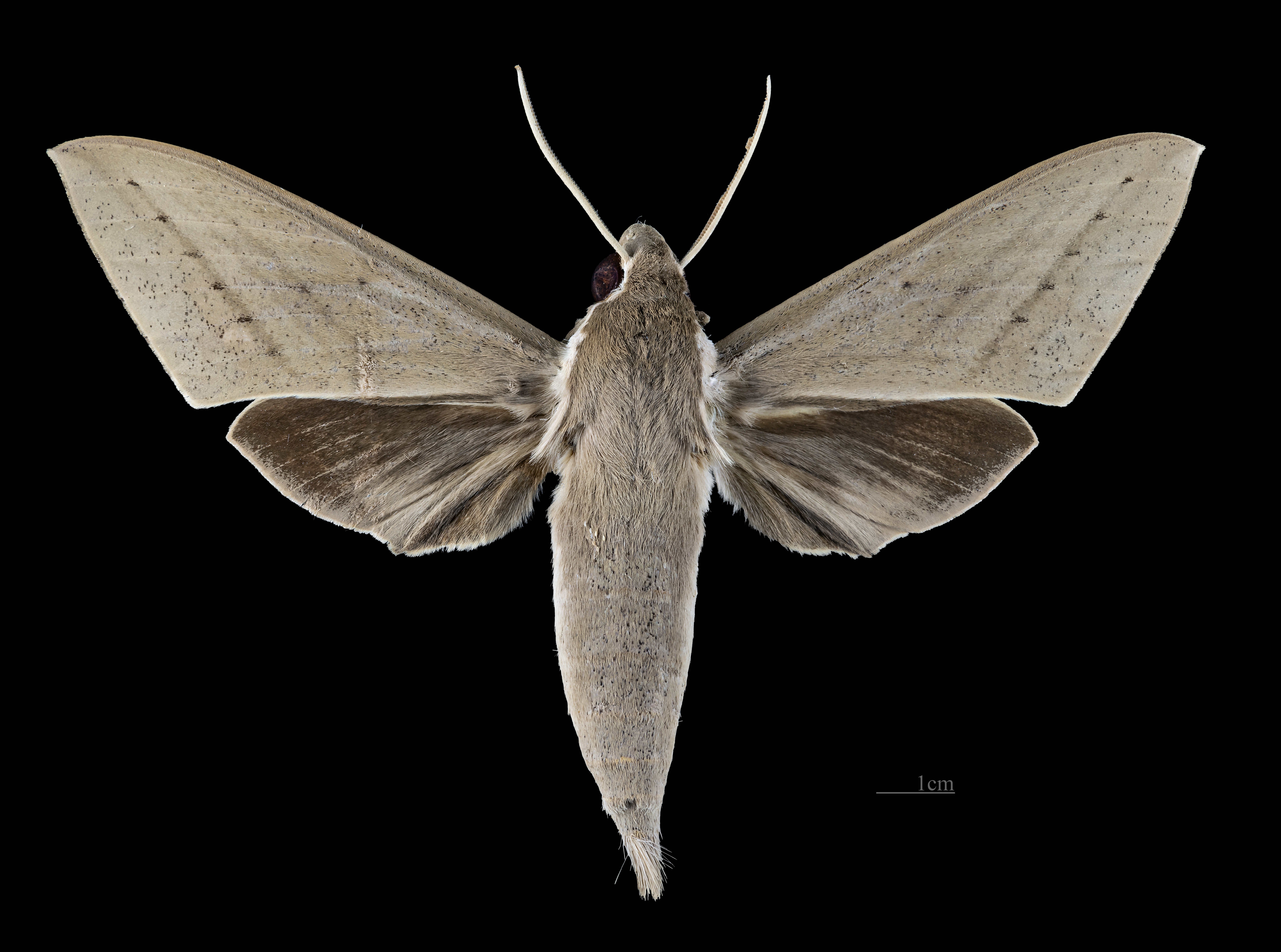
Theretra latreillei ♂
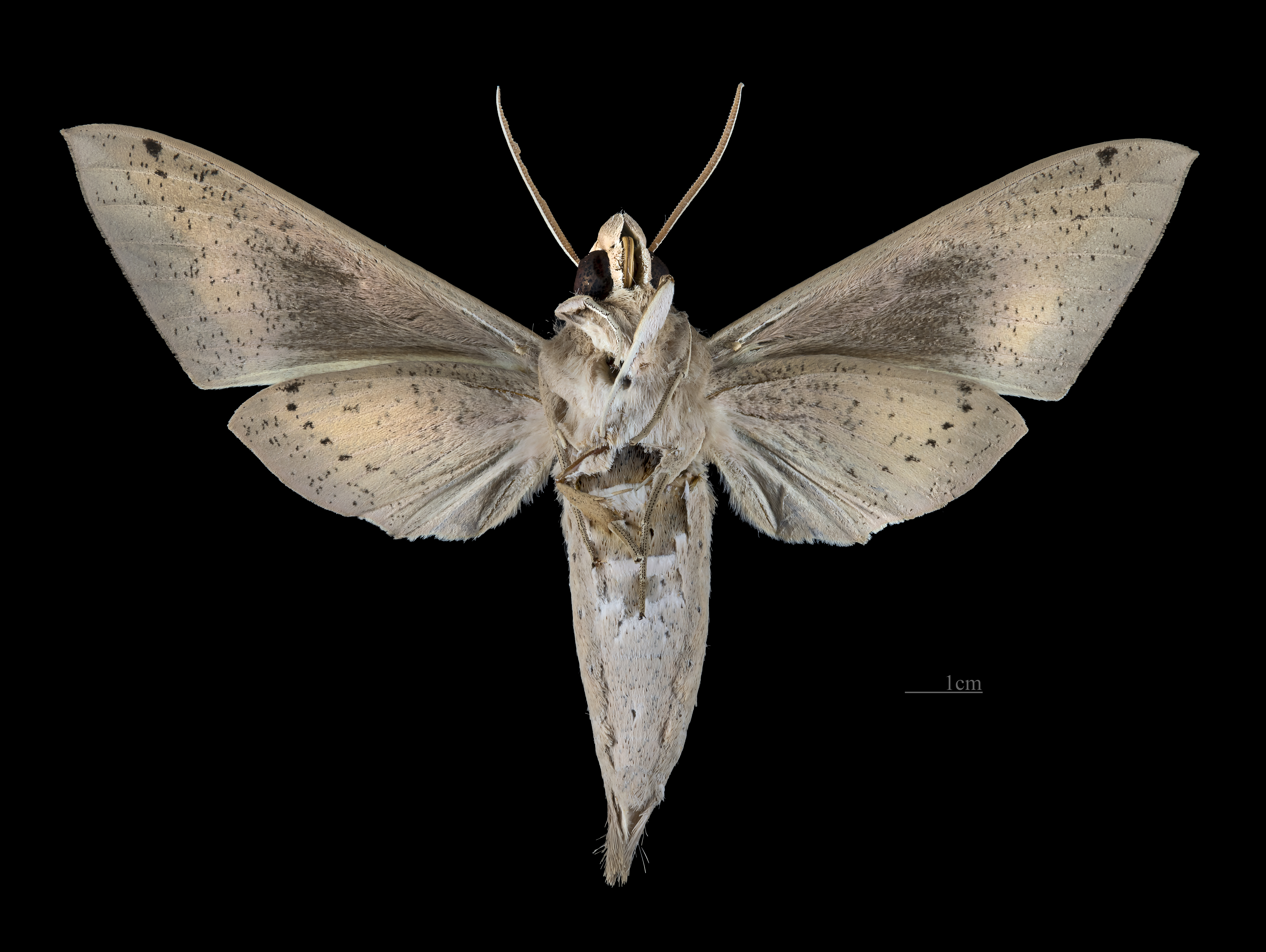
Theretra latreillei ♂   △
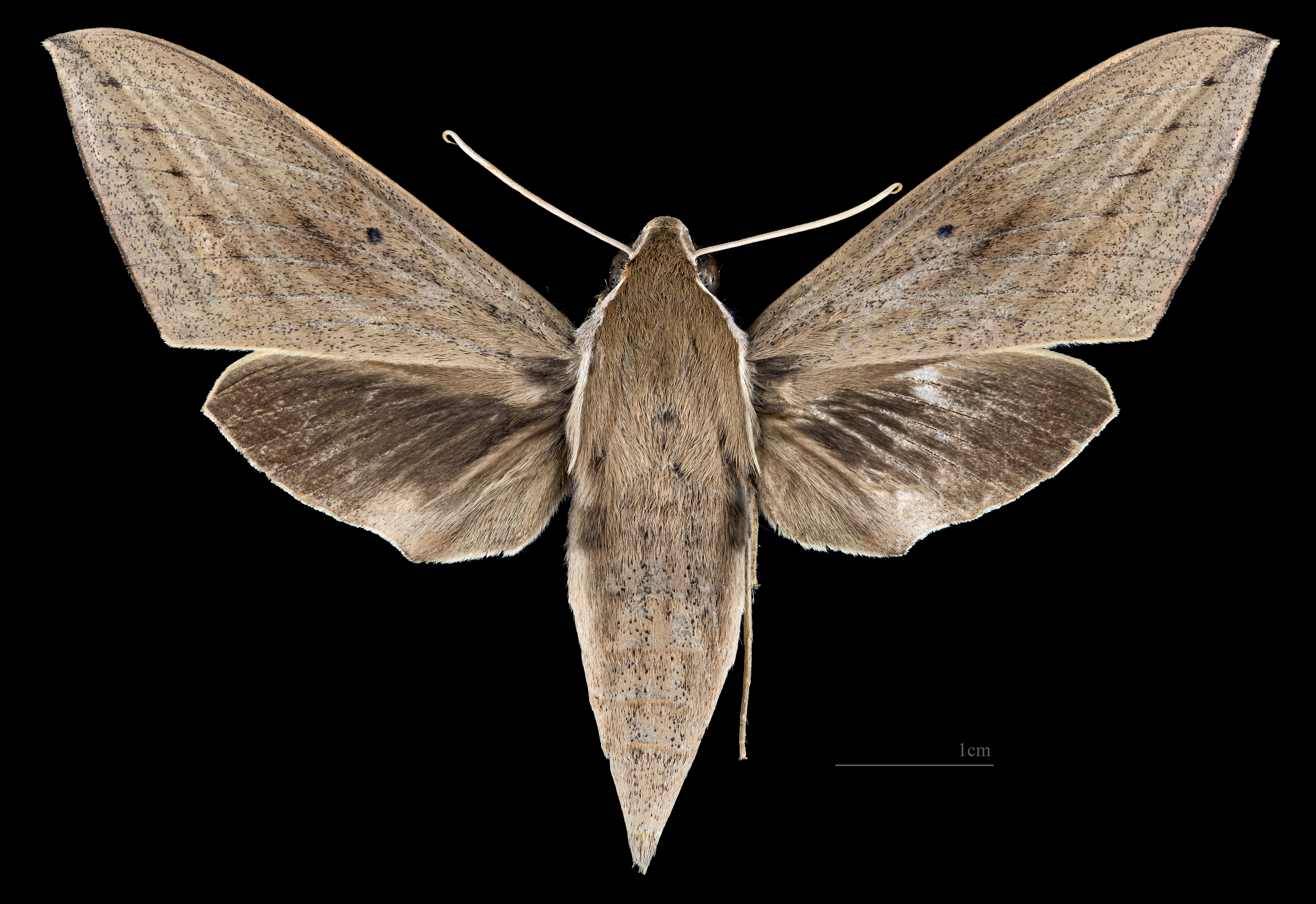
Theretra latreillei  ♀
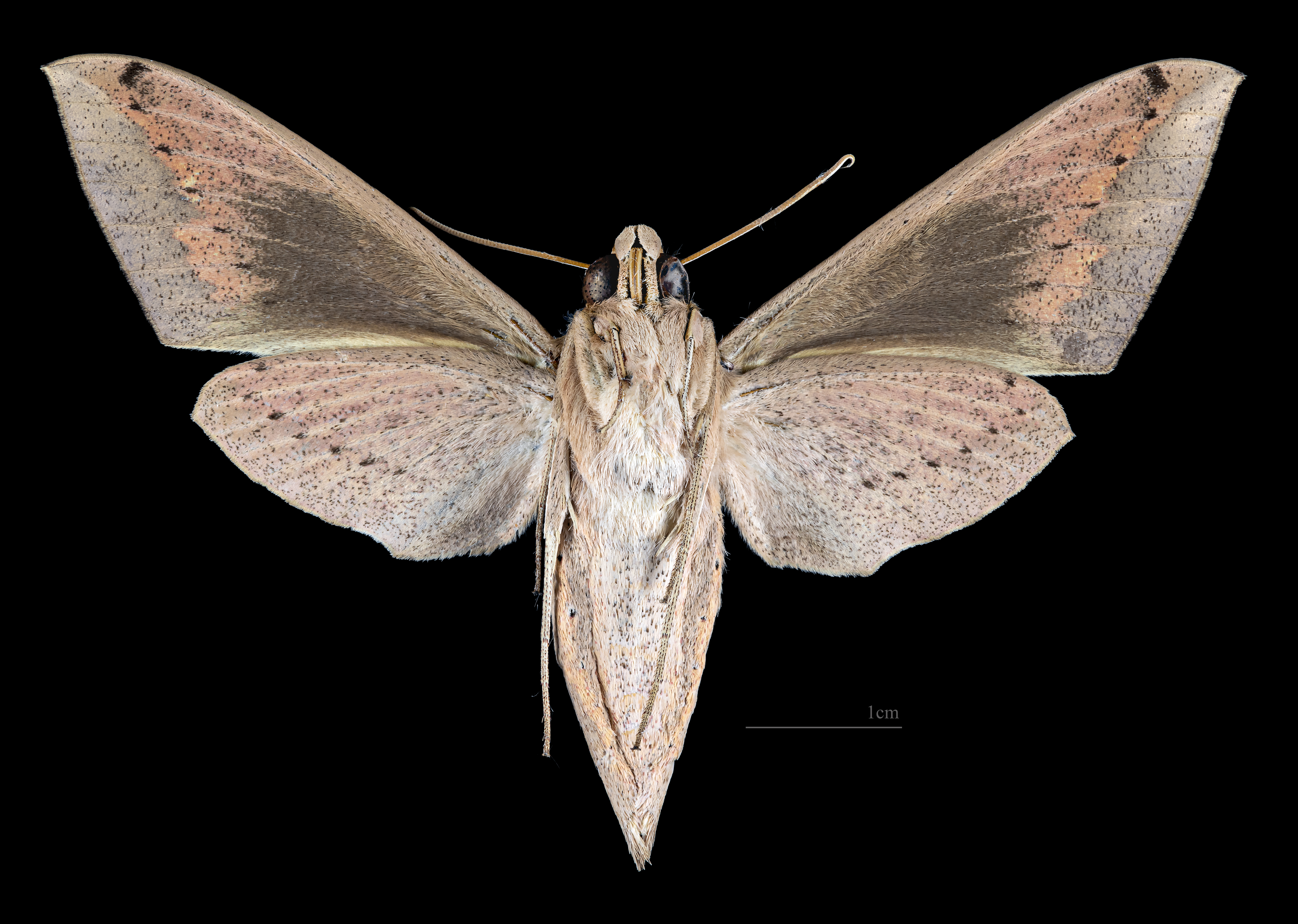
Theretra latreillei  ♀ △